# Those Snow White Notes
Cet article concerne la série d'animation. Pour le manga d'origine, voir Mashiro no oto.
Those Snow White Notes (ましろのおと, Mashiro no oto) est une série d'animation japonaise pour la télévision et la vidéo à la demande, basée sur la série de mangas du même nom. Œuvre du studio d'animation japonais Shin-Ei Animation, elle est diffusée du 3 avril au 19 juin 2021.

## Synopsis
Setsu Sawamura est un adolescent passionné de tsugaru shamisen, instrument de musique que joue son grand-père pour qui il voue un grand respect. La mort de ce dernier le plonge dans un profond trouble qui le conduit à partir à Tokyo afin de retrouver son son.

## Personnages
Setsu Sawamura (澤村雪, Sawamura Setsu)
Voix japonaise : Nobunaga Shimazaki
Wakana Sawamura (澤村若菜, Sawamura Wakuna)
Voix japonaise : Yoshimasa Hosoya
Shuri Maeda (前田朱利, Maeda Shuri)
Voix japonaise : Yume Miyamoto
Yui Yamazoto (山里結, Yamazoto Yui)
Voix japonaise : Reina Kondō
Kaito Yaguchi (矢口海人, Yaguchi Kaito)
Voix japonaise : Nobuhiko Okamoto
Rai Nagamori (永森雷, Nagamori Rai)
Voix japonaise : Tatsuhisa Suzuki
Umeko Sawamura (澤村梅子, Sawamura Umeko)
Voix japonaise : Takako Honda

## Production
Le 3 août 2020, une adaptation du manga Mashiro no oto de Marimo Ragawa est annoncée par le Monthly Shōnen Magazine. La réalisation est confiée au studio Shin-Ei Animation, avec Hiroaki Akagi comme réalisateur. Le design des personnages est effectué par Jiro Mashima et la musique est produite par Satoru Kōsaki. Les Yoshida Brothers s'occupent de la partie musicale avec les tsugaru shamisen.
Les deux opening, Blizzard et Ginsekai, sont chantés par le groupe Burnout Syndromes. Kono Yume ga Sameru Made, l'ending, est chanté par Miliyah Kato, accompagnée des Yoshida Brothers. En dehors des pays asiatiques, l'anime est distribué par Crunchyroll. La série est diffusée pour la première fois le 3 avril 2021 sur la case horaire Animeism des chaînes MBS, TBS et BS-TBS.

## Liste des épisodes
| No | Titre français                 | Titre japonais | Titre japonais   | Date de 1re diffusion |
| No | Titre français                 | Kanji          | Rōmaji           | Date de 1re diffusion |
| -- | ------------------------------ | -------------- | ---------------- | --------------------- |
| 1  | Désolation                     | 寂寞           | Sekibaku         | 3 avril 2021          |
| 2  | Fleur du pommier               | 林檎の花       | Ringo no hana    | 10 avril 2021         |
| 3  | Ondée                          | 驟雨           | Shūu             | 17 avril 2021         |
| 4  | Aube printanière               | 春の暁         | Haru no akatsuki | 24 avril 2021         |
| 5  | En harmonie                    | 合奏           | Gassō            | 1er mai 2021          |
| 6  | Terre d'origine                | 原郷           | Genkyō           | 8 mai 2021            |
| 7  | Vent                           | 風             | Kaze             | 15 mai 2021           |
| 8  | Diapason                       | 音叉           | Onsa             | 22 mai 2021           |
| 9  | Pétales de neige               | 風花           | Kazabana         | 29 mai 2021           |
| 10 | Vent de montagne               | 山颪           | Yamaoroshi       | 5 juin 2021           |
| 11 | Entraves                       | 枷             | Kase             | 12 juin 2021          |
| 12 | Des notes blanches comme neige | ましろのおと   | Mashiro no oto   | 19 juin 2021          |